# Sarawut Masuk
Sarawut Masuk (tiếng Thái: ศราวุฒิ มาสุข), biệt danh là Nui (tiếng Thái: หนุ่ย) là một cầu thủ bóng đá người Thái Lan hiện đang chơi cho câu lạc bộ Bangkok Glass ở Thai Premier League và là thành viên của đội tuyển bóng đá quốc gia Thái Lan.

## Sự nghiệp câu lạc bộ

### Muangthong United
Sarawut gia nhập Muangthong United từ năm 2012.

## Sự nghiệp đội tuyển quốc gia
Anh được triệu tập vào đội tuyển bóng đá quốc gia Thái Lan trong trận giao hữu với Jordan vào ngày 6 tháng 10 năm 2011. Anh có bàn thắng đầu tiên cho đội tuyển quốc gia trong trận giao hữu với Trung Quốc. Anh được triệu tập vào đội tuyển bóng đá U-23 quốc gia Thái Lan tham dự SEA Games 2013. Sarawut là thành viên của đội tuyển Thái Lan tham dự AFF Cup 2014, giải đấu mà anh và các đồng đội đăng quang. Vào tháng 5 năm 2015, anh được gọi vào đội tuyển quốc gia tham dự vòng loại World Cup 2018 gặp đội tuyển Việt Nam.

## Thống kê sự nghiệp

### Quốc tế
Tính đến 17 tháng 12 năm 2016
| Đội tuyển quốc gia | Năm       | Trận | Bàn |
| ------------------ | --------- | ---- | --- |
| Thái Lan           | 2011      | 1    | 0   |
| Thái Lan           | 2012      | 1    | 0   |
| Thái Lan           | 2013      | 1    | 1   |
| Thái Lan           | 2014      | 7    | 0   |
| Thái Lan           | 2015      | 5    | 0   |
| Thái Lan           | 2016      | 9    | 3   |
| Thái Lan           | Tổng cộng | 24   | 4   |

### Bàn thắng quốc tế

#### U-23 Thái Lan
| #  | Ngày                 | Địa điểm                                       | Đối thủ        | Bàn thắng | Kết quả | Giải đấu       |
| -- | -------------------- | ---------------------------------------------- | -------------- | --------- | ------- | -------------- |
| 1. | 21 tháng 12 năm 2013 | Sân vận động Wunna Theikdi, Naypyidaw, Myanmar | U-23 Indonesia | 1–0       | 1–0     | SEA Games 2013 |

#### Đội tuyển quốc gia Thái Lan
| #  | Ngày                 | Địa điểm                                                     | Đối thủ     | Bàn thắng | Kết quả | Giải đấu     |
| -- | -------------------- | ------------------------------------------------------------ | ----------- | --------- | ------- | ------------ |
| 1. | 15 tháng 6 năm 2013  | Sân vận động Trung tâm Thể thao Hợp Phì, Hợp Phì, Trung Quốc | Trung Quốc  | 5–1       | 5–1     | Giao hữu     |
| 2. | 22 tháng 11 năm 2016 | Sân vận động Thể thao Philippines, Bocaue, Philippines       | Singapore   | 1–0       | 1–0     | AFF Cup 2016 |
| 3. | 26 tháng 11 năm 2016 | Sân vận động Thể thao Philippines, Bocaue, Philippines       | Philippines | 1–0       | 1–0     | AFF Cup 2016 |
| 4. | 8 tháng 12 năm 2016  | Sân vận động Rajamangala, Bangkok, Thái Lan                  | Myanmar     | 1–0       | 4–0     | AFF Cup 2016 |

## Danh hiệu

### Câu lạc bộ
Muangthong United
- Thai Premier League (1): 2012

### Quốc tế
U-23 Thái Lan
- Sea Games  Huy chương vàng (1); 2013

Thái Lan
- AFF Cup (1): 2014,2016